# Antigua catedral de Bengasi

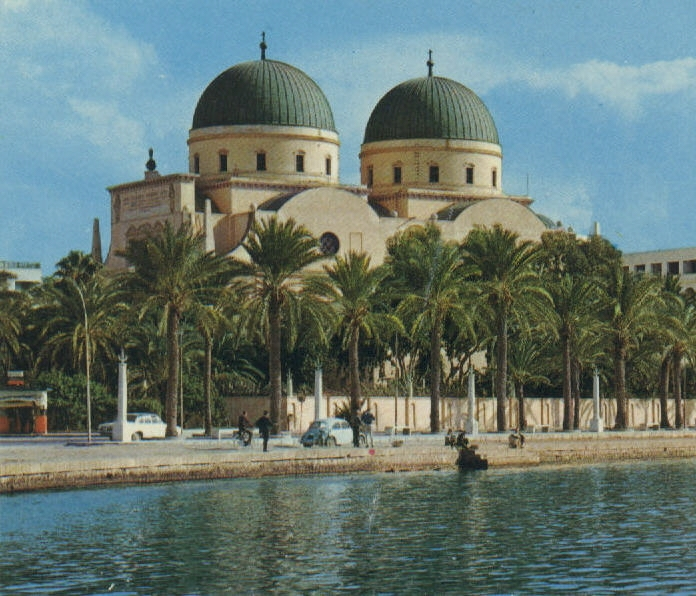
Aspecto del edificio en la década 1960.

La Catedral de Bengasi fue una catedral en la ciudad de Bengasi, Libia. Se encuentra en el centro de la ciudad y se encuentra actualmente en desuso y sometida a trabajos de renovación. Se sitúa en el Distrito Italiano.

## Historia
La Catedral de Bengasi fue construida entre 1929 y 1939, y fue una de las iglesias más grandes en el norte de África. El edificio fue utilizado posteriormente como Congreso de la República Árabe Libia.
Más tarde quedó vacante y en desuso, llegando a presentar un decepcionante aspecto. A partir de 2009, la catedral y su sitio completo están actualmente en proceso de renovación por una empresa italiana.

## Características Arquitectónicas
El edificio es un buen ejemplo de arquitectura neoclásica, y fue diseñado por los arquitectos italianos Guido Ottavo y Ferrazza Cabiati. La estructura de la catedral, se basa en la de una basílica. La entrada tiene un pórtico con seis columnas dóricas. Sus dos cúpulas características cubren los tramos de la nave, mientras que una serie de óculos proporcionan la iluminación natural de la catedral. El edificio está muy inspirado en la arquitectura religiosa italiana. Los planos originales muestran que la catedral no se completó según lo previsto, los dibujos incluyen una torre-campanario de tres pisos que nunca llegó a construirse. Sin embargo, es una de las iglesias más grandes en el norte de África.
- Datos: Q773980
- Multimedia: Benghazi Cathedral / Q773980